# Magdalena Andersson
Pour les articles homonymes, voir Andersson.
Eva Magdalena Andersson, dite Magdalena Andersson, née le 23 janvier 1967 à Uppsala (Uppland), est une économiste et femme d'État suédoise, Première ministre du 30 novembre 2021 au 18 octobre 2022.
Membre du Parti social-démocrate suédois des travailleurs (SAP), elle est élue députée lors des élections législatives de 2014. Cette même année, elle est nommée ministre des Finances dans le gouvernement Löfven. 
En 2021, elle est élue présidente du SAP puis devient Première ministre. Elle reste au pouvoir dix mois et demi, avant de le céder au conservateur Ulf Kristersson.

## Formation et début de carrière politique
Dans les années 1990, elle étudie à l'École d'économie de Stockholm puis à l'université Harvard. Elle remporte le titre de championne nationale de natation.
Elle travaille dans les services du Premier ministre suédois comme conseillère politique entre 1996 et 1998 puis comme directrice de la planification entre 1998 et 2004. Entre 2004 et 2006, elle officie au ministère des Finances, puis, entre 2007 et 2009, travaille comme conseillère de la femme politique Mona Sahlin. De 2009 à 2012, elle est directrice en chef de l'Agence fiscale suédoise.

## Ministre des Finances
En 2014, elle est nommée ministre des Finances dans le gouvernement du social-démocrate Stefan Löfven. Elle mène à ce poste une politique budgétaire très restrictive. 
En 2020, elle est élue présidente du comité monétaire et financier du Fonds monétaire international, composé de gouverneurs de banques centrales et de ministres de plusieurs pays, pour un mandat de trois ans. Elle prend ses fonctions le 18 janvier 2021.

## Élection à la tête des sociaux-démocrates
En août 2021, alors que le départ du Premier ministre Stefan Löfven est annoncé, le nom de Magdalena Andersson est avancé parmi ceux de ses possibles successeurs à la direction des sociaux-démocrates et, par conséquent, du gouvernement. Plusieurs sections du parti lui apportent leur soutien. Le 29 septembre suivant, elle est officiellement désignée candidate pour le congrès du mois de novembre. Elle est formellement élue par les délégués sociaux-démocrates, réunis en congrès à Göteborg le 4 novembre 2021, et prend ses fonctions le jour même. Elle est la deuxième femme à diriger le parti.

## Première ministre de Suède

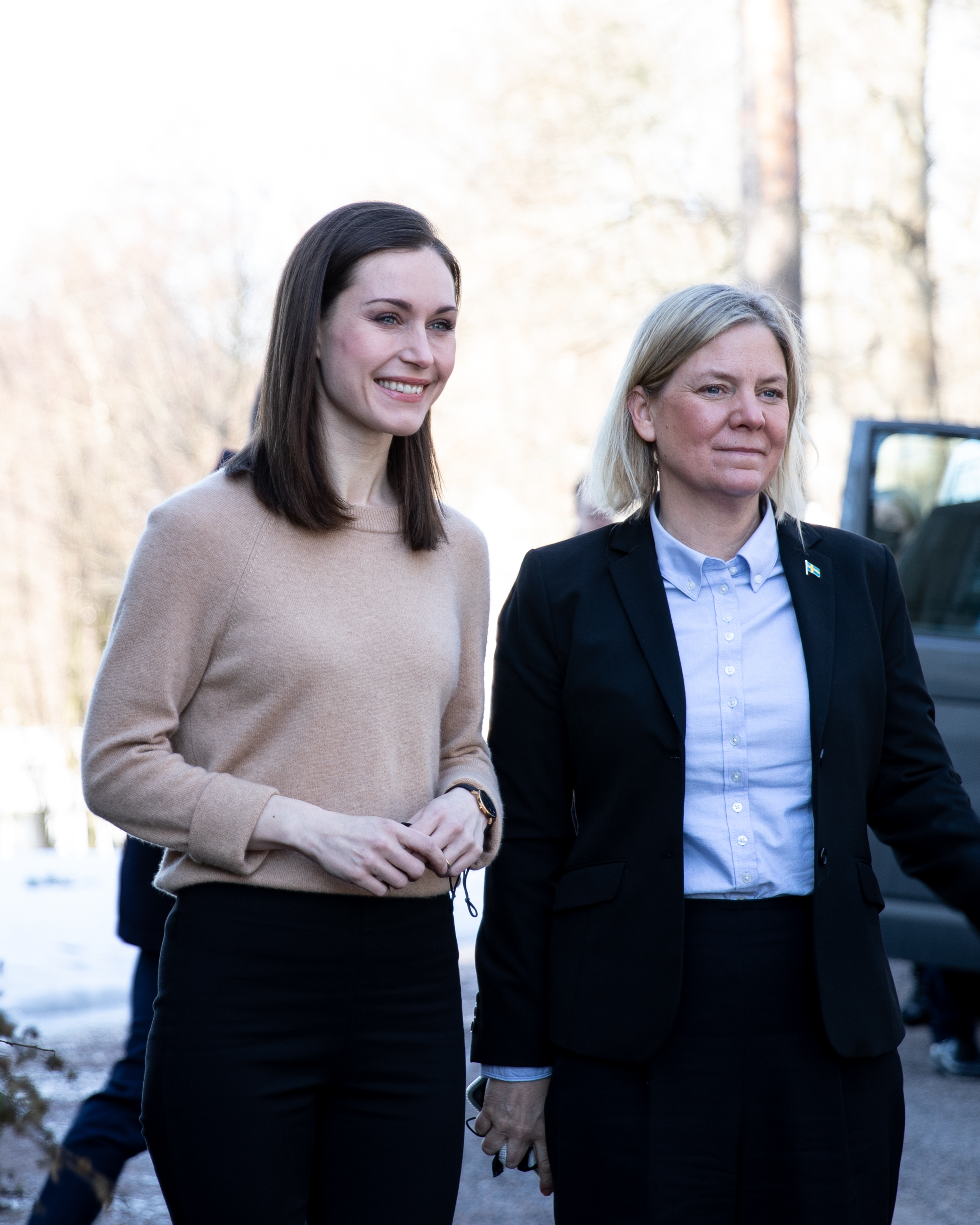
Magdalena Andersson et la Première ministre finlandaise Sanna Marin, le 5 mars 2022.

### Première désignation avortée
Lors d'un vote au Riksdag le 24 novembre suivant, elle est élue Première ministre par 117 voix pour, 174 voix contre et 57 abstentions, une majorité absolue de votes négatifs (soit 175 suffrages) étant requise pour l'empêcher d'accéder au pouvoir. Son entrée en fonction est prévue deux jours plus tard.
Elle obtient de justesse le vote de confiance du Parlement grâce à un accord de la dernière heure avec le Parti de gauche pour augmenter les petites retraites. Néanmoins, elle perd l'appui du Parti du centre, qui s'opposait à cette concession et dont le soutien était nécessaire pour faire adopter son projet de budget. C'est le budget préparé par l’opposition de droite et d'extrême droite qui est adopté. Cette situation conduit les écologistes à quitter la coalition gouvernementale, ceux-ci refusant de gouverner avec ce budget, puis Magdalena Andersson à renoncer au poste de Première ministre avant sa présentation au roi.

### Seconde désignation et investiture
Le 29 novembre, elle est réélue Première ministre par 101 voix pour, 173 voix contre et 75 abstentions. Sa prise de fonction, avec la présentation de son équipe gouvernementale au roi Charles XVI Gustave, est programmée le lendemain. Elle est la première femme à accéder à cette fonction en Suède.
En janvier 2022, elle est critiquée après l'arrestation d'une femme de ménage qui travaillait illégalement chez elle. L'un des deux travailleurs de l'entreprise de nettoyage avait reçu un ordre d'expulsion. Elle déclare avoir mis fin à tous les contrats avec cette entreprise. Cet incident survient alors que Magdalena Andersson avait fait de la répression de l'économie illégale l'un des axes de son programme.

### Politique étrangère
Dans le contexte de l'invasion de l'Ukraine par la Russie en 2022, la politique étrangère est un préoccupation majeure de son début de mandat. En rupture avec la neutralité historique du pays, elle affirme le soutien de la Suède à l'Ukraine, puis engage l'intégration de son pays dans l'OTAN, rompant avec la politique de neutralité traditionnelle du pays.

### Politique d'immigration
En avril 2022, après de violentes émeutes qui ont fait plus de 100 blessés parmi les policiers et qui ont choqué de nombreux Suédois, Magdalena Andersson déclare que la Suède n'a pas réussi à intégrer le grand nombre d'immigrants qu'elle a accueillis au cours des deux dernières décennies, ce qui a conduit à des sociétés parallèles et à la violence des gangs. Selon elle, « la ségrégation a été autorisée à aller si loin que nous avons des sociétés parallèles en Suède. Nous vivons dans le même pays mais dans des réalités complètement différentes ». Magdalena Andersson a annoncé qu'elle souhaitait introduire des commissions locales sur la criminalité juvénile où les services sociaux et la police pourraient collaborer. Elle considère que l'intégration a été insuffisante et les ressources consacrées à la police et aux services sociaux « trop faibles ».
Les émeutes ont éclaté après que Rasmus Paludan, président du parti politique danois d'extrême droite Ligne dure, a organisé des autodafés du Coran. Pour Magdalena Andersson, ces émeutes n'étaient pas « une manifestation politique ». « La police a été attaquée avec des pierres et des cocktails Molotov. Ce n'était pas un acte politique, c'était un acte criminel - une attaque contre la démocratie vers laquelle beaucoup ont fui ».

### Environnement et énergie
En janvier 2022, Magdalena Andersson donne le feu vert définitif à un projet d'enfouissement à très long terme des déchets nucléaires. Cette décision, complexe politiquement, met fin à un long débat dans le pays.

### Fin de mandat
Le 14 septembre 2022, à la suite d'élections législatives extrêmement serrées, Magdalena  Andersson perd sa majorité et démissionne.
Aux élections du 11 septembre 2022, le bloc de droite, grâce au renfort de l'extrême droite, remporte une courte majorité de 176 sièges au Parlement, les Démocrates de Suède devenant la deuxième force politique du pays derrière les sociaux-démocrates.
Le 14 octobre, Ulf Kristersson annonce avoir conclu un accord pour former une coalition entre ses Modérés, les Chrétiens-démocrates et Les Libéraux, bénéficiant du soutien sans participation des Démocrates de Suède. Ulf Kristersson est élu le trois jours plus tard Premier ministre par le Riksdag, recevant 176 voix pour et 173 contre et devenant le premier chef de l'exécutif suédois à dépendre du soutien d'un parti d'extrême droite.

## Vie privée
Elle est mariée avec le professeur d'économie Richard Friberg ; ils ont ensemble deux enfants.